# St. Mauritius (Ulten)

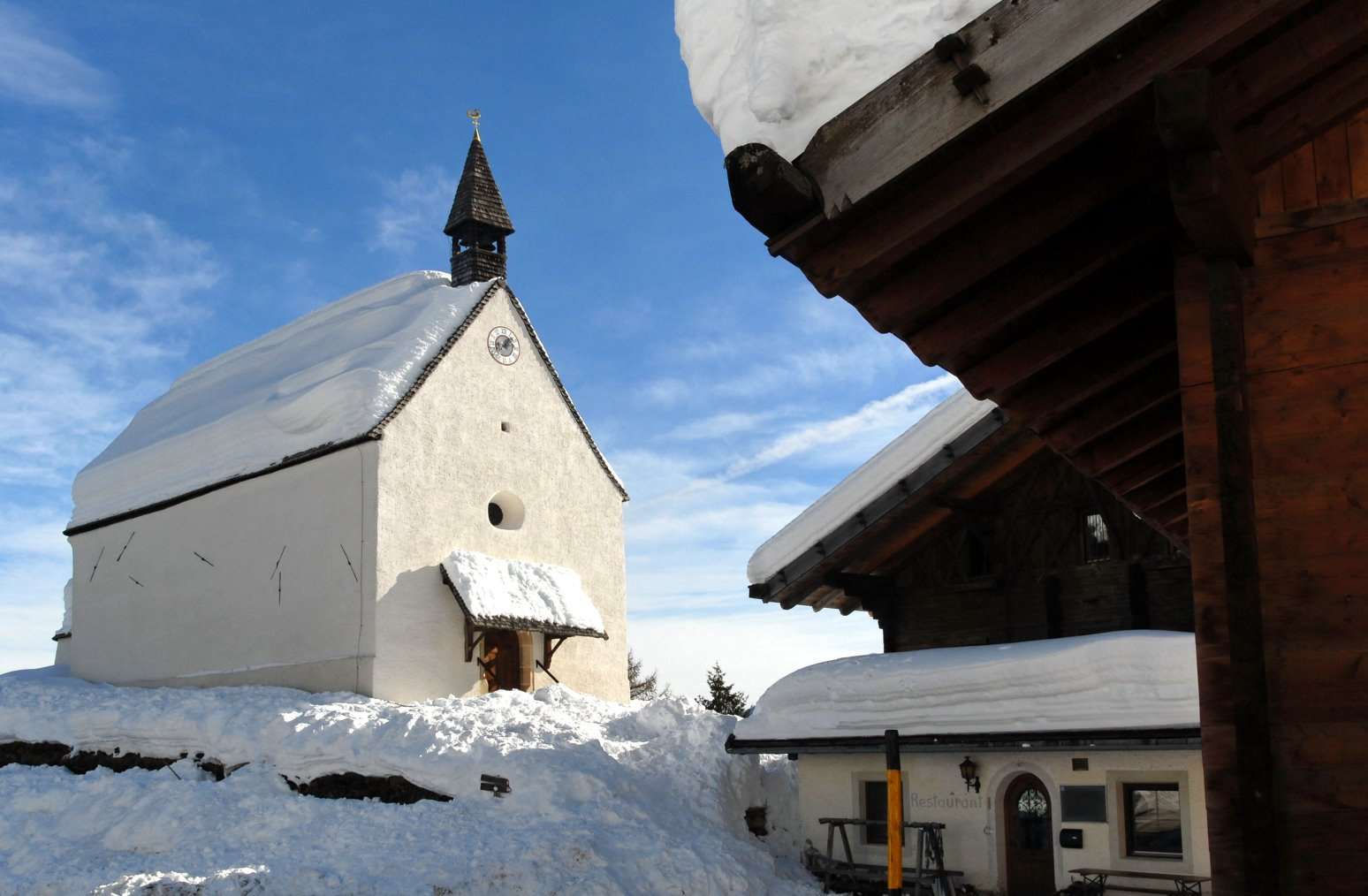
Kirche St. Mauritius

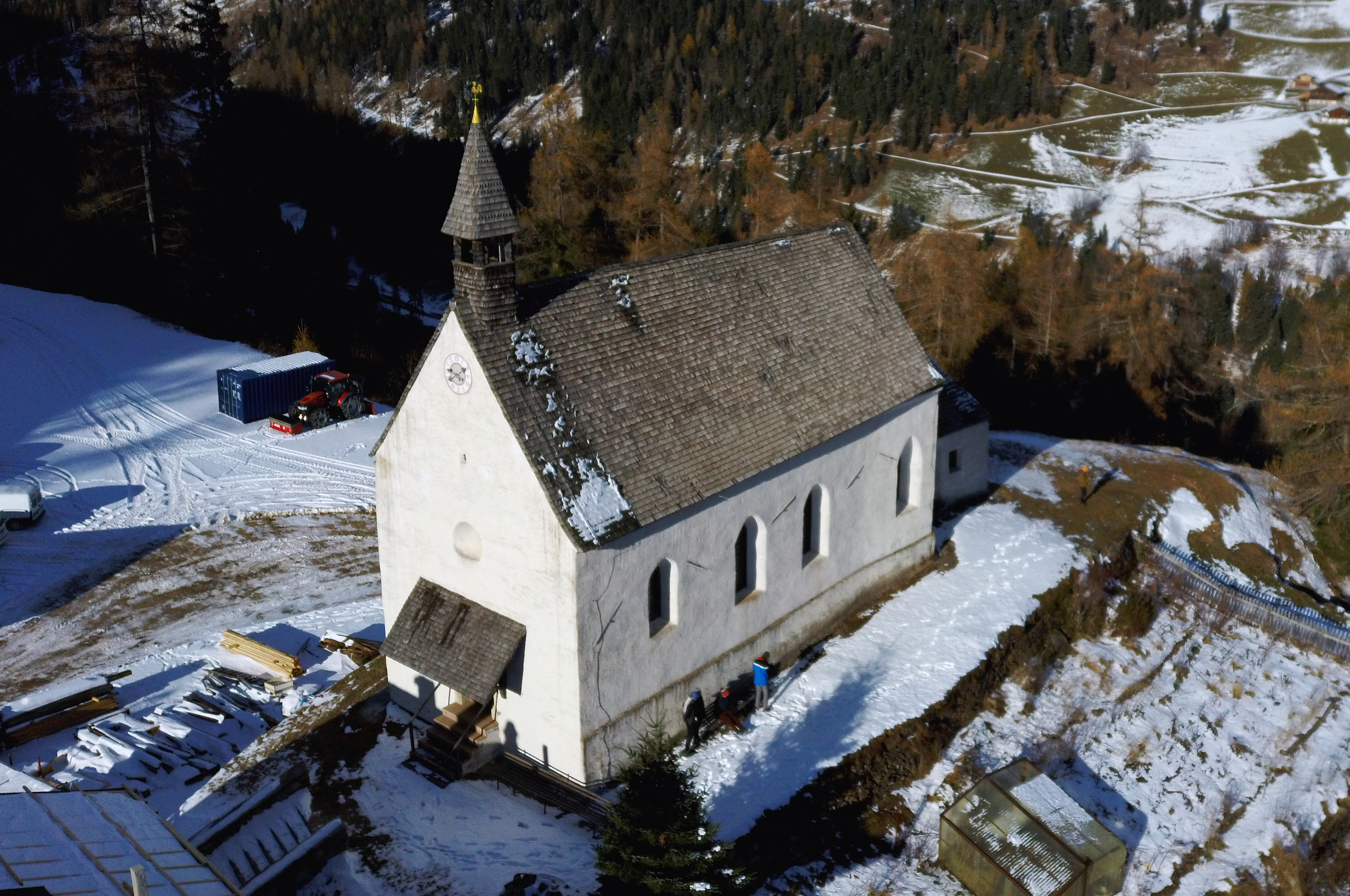
Gesamtansicht

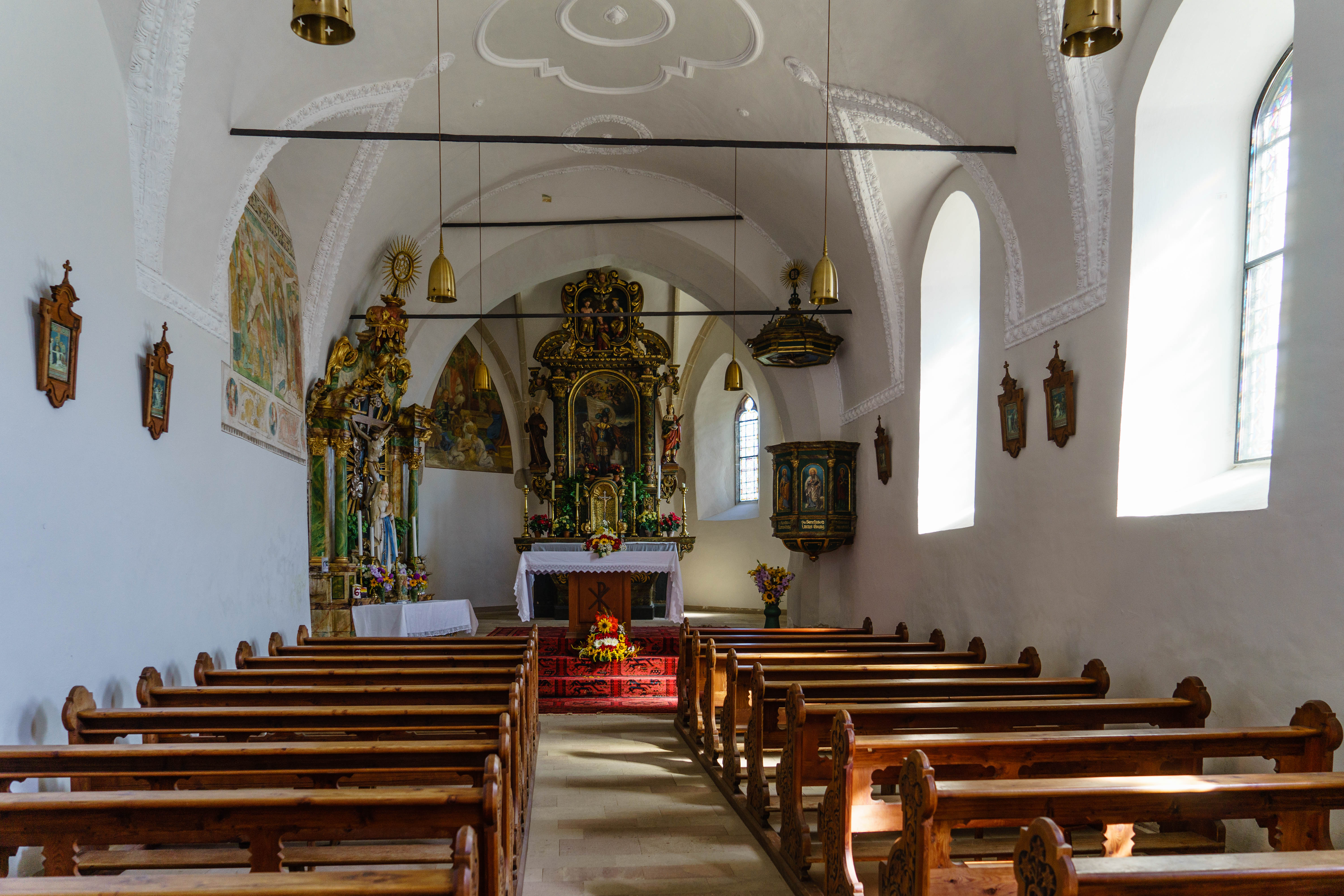
Innenraum

St. Mauritius ist eine auf 1642 m Höhe über Kuppelwies gelegene römisch-katholische Filialkirche in der Gemeinde Ulten in Südtirol. Als Baudenkmal ist sie geschützt. Patroziniumsfest ist der 22. September.

## Geschichte
Die dem Heiligen Mauritius gewidmete Kirche, die zu den ältesten des Ultentals zählt, wurde 1278 erstmals urkundlich erwähnt und 1390 in einem Ablassbrief ein weiteres Mal. Das Gotteshaus liegt an einem alten Pilgerweg. Bereits in den Kreuzzügen sollen Reisende ins Vinschgau hier Station gemacht haben. Später nutzten Wallfahrer auf dem Weg nach Rom hier ein Hospiz. 1492 weihte man eine im gotischen Stil erweiterte Kirche. 1737 erfuhr die Kirche eine erneute Vergrößerung und Umgestaltung im Barockstil. Obwohl St. Mauritius als Filialkirche ohne Friedhof nie Begräbnisrecht besaß, fand man 1822 bei der Erweiterung der Sakristei, die Gebeine von drei Toten, deren Schädel außen an der Kirchenmauer mit Steinplatten überdeckt waren. Die eigene Expositur St. Moritz, die teilweise zur Pfarrei St. Walburg und teilweise zu Pfarrei St. Nikolaus gehört, wurde 1786 gegründet. Aus diesem Anlass baute man neben der Kirche einen Widum. Als erster Pfarrvikar fungierte von 1786 bis 1792 Mathias Rainer, später Kurat in St. Walburg. Früher betreute ein der dem Patronat der Gemeinde unterstellter Priester die Seelsorge der benachbarten Berghöfe sowie einer ihm unterstellten Filialschule. Seit dem 13. Februar 1982 steht die Kirche unter Denkmalschutz.

## Beschreibung
Der hölzerne Dachreiter verfügt über zwei gotische Glocken, die kleinere wurde 1492 und die größere um 1390 als wahrscheinlich älteste noch erhaltene des Dekanates gegossen. Der Chor besitzt ein gotisches Netzrippengewölbe und das Langhaus ein Tonnengewölbe mit Stichkappen. Letzteres stammt aus dem 17. Jahrhundert. Die gotischen Fresken an der Nordwand mit dem Thema Leiden Christi schuf Conrad Weidner. Der 1786 gebaute spätbarocke Hochaltar zeigt den Kirchenpatron. Der Seitenaltar wurde 1752 bezogen.